# Achias attrahens
Achias attrahens är en tvåvingeart som först beskrevs av Walker 1861.  Achias attrahens ingår i släktet Achias och familjen bredmunsflugor. Inga underarter finns listade i Catalogue of Life.